# تراموای شچچین
تراموای شچچین (به لهستانی: Tramwaje w Szczecinie) یک سامانه ۱۲ خطی تراموا در شهر شچچین، لهستان است که از سال ۱۸۷۹ در این شهر شروع به کار کرده‌است. این تراموا دارای ۶۴ کیلومتر درازا است. در این شهر یک خط تراموای توریستی نیز وجود دارد که توسط انجمن هواداران حمل‌ونقل عمومی شچچین اداره می‌شود.

## خطوط
| شماره | مسیر                            | درازا      | زمان سفر    | ایستگاه‌ها |
| ----- | ------------------------------- | ---------- | ----------- | --------- |
|       | Głębokie ↔ Potulicka            | ۹٫۴ ک.م.   | ۳۴–۳۵ دقیقه | ۱۷–۲۰     |
|       | Dworzec Niebuszewo ↔ Turkusowa  | ۱۱٫۵ ک.م.  | ۳۰ دقیقه    | ۱۷–۱۸     |
|       | Las Arkoński ↔ Pomorzany        | ۸٫۷ ک.م.   | ۳۳–۳۴ دقیقه | ۲۲        |
|       | Krzekowo ↔ Pomorzany            | ۷٫۷ ک.م.   | ۲۶–۲۷ دقیقه | ۱۸        |
|       | Krzekowo ↔ Stocznia Szczecińska | ۷٫۶ ک.م.   | ۲۸–۲۹ دقیقه | ۲۰–۲۱     |
|       | Gocław ↔ Pomorzany              | ۱۰٫۹ ک.م.  | ۳۵–۳۶ دقیقه | ۲۳–۲۴     |
|       | Krzekowo ↔ Turkusowa            | ۱۰ ک.م.    | ۳۲–۳۳ دقیقه | ۱۸        |
|       | Gumieńce ↔ Turkusowa            | ۱۳٫۰۳ ک.م. | ۳۳ دقیقه    | ۱۹        |
|       | Głębokie ↔ Potulicka            | ۸٫۹ ک.م.   | ۳۲–۳۵ دقیقه | ۱۸        |
|       | Las Arkoński ↔ Gumieńce         | ۹٫۵ ک.م.   | ۳۶ دقیقه    | ۲۲–۲۳     |
|       | Ludowa ↔ Pomorzany              | ۸٫۷ ک.م.   | ۳۵ دقیقه    | ۱۹–۲۰     |
|       | Dworzec Niebuszewo ↔ Pomorzany  | ۶٫۹ ک.م.   | ۲۹ دقیقه    | ۱۸        |